# Wolvesey Castle
Wolvesey Castle är ett slott i Storbritannien.   Det ligger i grevskapet Hampshire och riksdelen England, i den södra delen av landet, 100 km sydväst om huvudstaden London. Wolvesey Castle ligger 34 meter över havet.
Terrängen runt Wolvesey Castle är huvudsakligen platt. Wolvesey Castle ligger nere i en dal. Runt Wolvesey Castle är det ganska tätbefolkat, med 172 invånare per kvadratkilometer. Närmaste större samhälle är Southampton, 18,4 km söder om Wolvesey Castle. Trakten runt Wolvesey Castle består till största delen av jordbruksmark.